# Giennadij Timczenko
Giennadij Timczenko (ros. Генна́дий Никола́евич Ти́мченко; ur. 9 listopada 1952 w Giumri) – rosyjski przedsiębiorca, założyciel i udziałowiec Volga Group, grupy inwestycyjnej o portfelu inwestycji w kluczowych sektorach rosyjskiej gospodarki.
Timczenko jest również udziałowcem Banku Rossija. Bank ten jest uznawany za osobisty bank wyższych rangą urzędników Federacji Rosyjskiej. Od momentu aneksji Krymu bank otworzył swoje oddziały na Krymie i w Sewastopolu, umacniając tym ich integrację z Federacją Rosyjską.
Timczenko jest wieloletnim znajomym prezydenta Władimira Putina, uznawanym za jedną z jego zaufanych osób.
Decyzją z dnia 28 lutego 2022 r. Rada Unii Europejskiej nałożyła na Timczenkę sankcje za wspieranie działań podważających integralność terytorialną, suwerenność i niezależność Ukrainy, jak również za udzielanie wsparcia, finansowego i materialnego, rosyjskim decydentom odpowiedzialnym za aneksję Krymu i destabilizację wschodniej Ukrainy oraz za czerpanie korzyści z powiązań z tymi decydentami.